# (8963) Collurio
(8963) Collurio (4651 P-L) – planetoida z grupy pasa głównego asteroid okrążająca Słońce w ciągu 5,76 lat w średniej odległości 3,21 au. Odkryta 24 września 1960 roku.